# Ахмед Арифи паша
Ахмед Арифи паша (1830 – 1895/96  ) е османски държавник и реформатор, служил като велик везир на Османската империя през 1879 г. Той е либерал и подкрепя усилията на Мидхат паша да въведе Първата конституционна реформа.

## Биография
Роден е в Истанбул през 1830 г., като баща му е дипломат на име Мехмед Шекиб паша. Той придружава баща си на дипломатически мисии в различни европейски столици, включително Рим, Виена и Париж. Придобива добри познания по френски език. Заема редица постове в страната и чужбина. През 1872 г. е изпратен за първи път като посланик във Виена. Той е министър на външните работи за първи път през 1874 г., за втори път през 1877 г. и за трети път през периода 1882-1884 г. Назначен е за министър на образованието през 1875 г., а през 1875 г. - министър на правосъдието. 
През май 1876 г. е изпратен за втори път като посланик във Виена. След това през 1877 г. е назначен за посланик във Франция в Париж. На 28 юли 1879 г. Ахмед Арифи паша е назначен за велик везир, но остава на този пост два месеца и 24 дни. След уволнението си той служи като ръководител на Държавния съвет три пъти: между 19 октомври 1879 г. и 12 септември 1880 г., 30 ноември 1882 г. - 2 декември 1882 г. и 25 септември 1885 г. - 4 септември 1891 г. След това заминава за трети път като посланик във Виена през 1882 г. По-късно заема различни други длъжности, включително заместник-председател на Събранието на аяните.
Ахмед Арифи паша умира през 1895/96 г.

## Приноси
Арифи паша знае добре арабски, персийски и френски език. Учи право и история. Голяма е заслугата му в турцизирането на дипломатическите термини. Заедно с Али Пашазаде Али Фуад Бей и Етем Пертев Паша започват да превеждат на турски историческия труд на Жозеф-Франсоа Мишо „Histoire des Croisades (История на кръстоносните походи)“. Те публикуват превод на част от това произведение под името „Emr-ül-Acıb fi Tarih-i Ehl-i Salib (Странни ордени от историята на кръстоносците)“.